# Quảng Chu
Quảng Chu là một xã vùng cao thuộc huyện Chợ Mới, tỉnh Bắc Kạn, Việt Nam.

## Địa lý
Xã Quảng Chủ nằm cực nam của huyện Chợ Mới và của cả tỉnh Bắc Kạn, có vị trí địa lý:
- Phía bắc giáp thị trấn Đồng Tâm và xã Như Cố
- Phía đông giáp tỉnh Thái Nguyên
- Phía đông nam và nam giáp tỉnh Thái Nguyên
- Phía tây và tây nam giáp tỉnh Thái Nguyên.

Xã Quảng Chu có diện tích 50 km², dân số năm 2019 là 
3.604 người, mật độ dân số đạt 72 người/km².
Xã có độ cao thấp nhất tỉnh là 40m. Quảng Chu có dòng chính của sông Cầu chảy qua khu vực giữa của xã và đoạn sông này có chiều tây bắc-đông nam.

## Hành chính
Quảng Chu được chia thành 10 bản: Đén, Nhuần, Con Kiến, Nà Lằng, Nà Choọng, Đèo Vai, Làng Chẽ, Cửa Khe, Làng Điền, Đồng Luông.

## Kinh tế
Diện tích đất nông nghiệp sản xuất hai vụ của Quảng Chu là 115ha vào năm 2009 và tăng lên 125ha vào năm 2010. Năm 2009, sản lượng lương thực là 700 kg/người/năm, bình quân thu nhập đạt 8 triệu đồng/người/năm. Quảng Chu là một xã phát triển nghề trồng chè trọng điểm của huyện và tỉnh. Năm 2009, toàn xã có khoảng 140ha chè. Cây chè ở Quảng Chu được trồng từ những năm 1990, từ năm 2000 - 2001 cây chè bắt đầu được trồng nhiều trên địa bàn. Thời gian gần đây, nhiều giống chè cho năng suất đã được đưa vào để thay thế cho giống chè cũ đang già cỗi. Xã Quảng Chu có diện tích rừng trồng khoảng 500 ha. Trong năm 2011, xã đã thực hiện mô hình sản xuất lúa thuần khang dân 18 năng suất trên 60 tạ/ ha với trên 217ha/233 ha lúa mùa và mô hình cánh đồng 70 triệu đồng/ ha đạt 60 ha, trong đó có 40ha được hỗ trợ. Năm 2011, tỉ lệ hộ nghèo của xã là trên 50% và tỉ lệ hộ cận nghèo là trên 30%.
Trên địa bàn xã Quảng Chu có tuyến mương Đèo Vai dài gần 10 km với nhiều đoạn phải đào qua sườn núi, dùng để tưới tiêu cho hơn 200 ha ruộng hai vụ ăn chắc, hơn 100 ha chè ở các thôn Đèo Vai.